# Friedrich Gernsheim

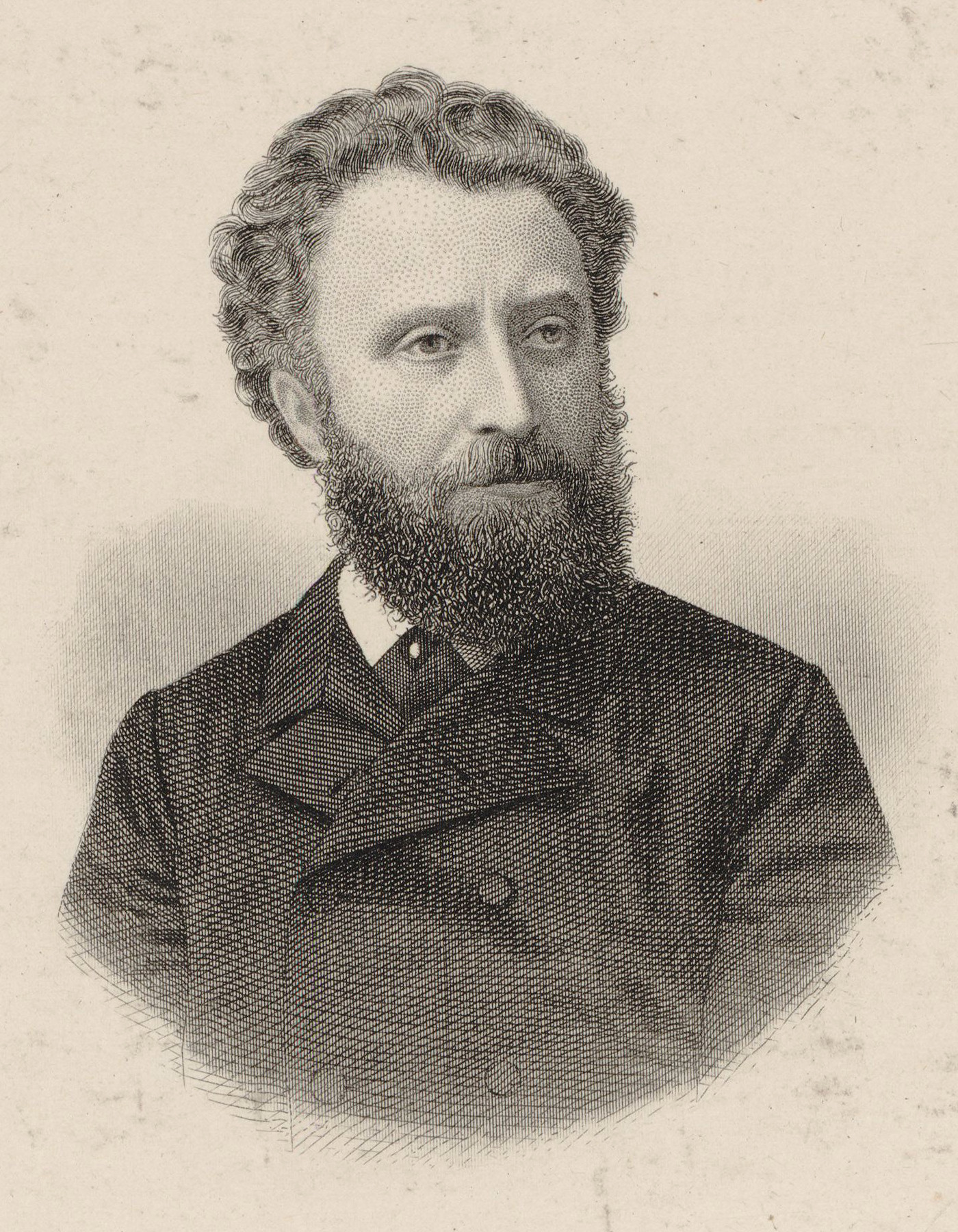
Friedrich Gernsheim

Friedrich Gernsheim (Worms, 17 juli 1839 - Berlijn, 10 september 1916) was een Duits componist.

## Leven en werk
Gernsheim was van Joodse afkomst. Zijn vader was arts, zijn moeder pianiste. Zijn muzikale opleiding kreeg hij van eerst zijn moeder en vervolgens van Louis Liebe, een leerling van Louis Spohr. In verband met de opstanden nabij Worms vluchtte het gezin naar Mainz. Gernsheim zette daar zijn pianolessen voort, later ook in Frankfurt am Main. Op zijn elfde gaf hij zijn eerste publieke optreden aan de piano. Hij ging - min of meer aan de hand van Liebe - op reis naar Straatsburg en Karlsruhe. Vanaf 1852 studeerde hij muziektheorie, piano en viool aan het Conservatorium van Leipzig bij onder anderen Ignaz Moscheles en Ferdinand David.
De jaren 1855 tot 1860 bracht hij door in Parijs, waar hij bevriend raakte met Théodore Gouvy, Édouard Lalo en Camille Saint-Saëns. In 1861 ging hij definitief werken binnen de muziek. Hij werd orkestleider in Saarbrücken (1861-1865), in Keulen (1865-1874) en Rotterdam (1874-1890). In laatstgenoemde stad was hij directeur van de Maatschappij tot Bevordering der Toonkunst. Hij componeerde drie van zijn vier symfonieën in Rotterdam. Hij was bevriend met Johannes Brahms en dirigeerde vaak diens werken. Vanaf 1890 gaf hij les aan het Stern'sches Konservatorium in Berlijn. Na zeven jaar nam hij plaats in de raad van de Pruisische Academie voor de Kunsten in die stad.

## Oeuvre
Gernsheim componeerde in allerlei genres, maar vooral orkest- en kamermuziek. Opera’s componeerde hij niet. Zijn muzikale leven stond in de schaduw van Brahms, in wiens stijl hij componeerde. Van een beperkt aantal werken bestaan cd-opnamen, van zijn symfonieën zelfs meer dan een.

### Orkestwerken
Symfonieën
- Nr. 1 in g-mineur, opus 32, 1875
- Nr. 2 in Es-majeur, opus 46, 1882
- Nr. 3 in c-mineur (Miriam of Mirjam), opus 54, 1887
- Nr. 4 in Bes-majeur, opus 62, 1895

Soloconcerten
- Pianoconcert in c-mineur, opus 16
- Vioolconcert nr. 1 in D-majeur, opus 42
- Vioolconcert nr. 2 in F, opus 86
- Fantasiewerk voor viool en orkest, opus 33
- Celloconcert in e-mineur, opus 78

Overig
- Zu einem drama, opus 82
- Divertimento, opus 53

### Kamermuziek
Strijktrio
- in G-majeur, 1900

Strijkkwartetten
- Nr. 1 in c-mineur, opus 25
- Nr. 2 in a-mineur, opus 31, 1875
- Nr. 3 in F-majeur, opus 51, 1886
- Nr. 4 in e-mineur, opus 66
- Nr. 5 in A-majeur, opus 83

Strijkkwintetten
- Nr. 1 in D-majeur, opus 9
- Nr. 2 in Es-majeur, opus 89

Pianotrio's
- Nr. 1 in F, opus 28
- Nr. 2 in B, opus 37
- Twee onvoltooide pianotrio's

Pianokwartetten
- Nr. 1 in Es, opus 6
- Nr. 2 in c-mineur, opus 20
- Nr. 3 in F-majeur, opus 47, 1883

Pianokwintetten
- Nr. 1 in d-mineur, opus 35
- Nr. 2 in b-mineur, opus 63, 1897/1898

Vioolsonates
- Nr. 1 in c-mineur, opus 4, pub. ca. 1864
- Nr. 2 in C, opus 50, pub. ca. 1885
- Nr. 3 in F, opus 64, pub. ca. 1898
- Nr. 4 in G, opus 85

Cellosonates
- Nr. 1 in d-mineur, opus 12
- Nr. 2 in e-mineur, opus 79
- Nr. 3 in e-mineur, opus 87

Overig
- Introductie en allegro appassionato, opus 38

### Pianomuziek
- Sonate in f-mineur, opus 1

### Orgelmuziek
- Fantasie en fuga, opus 76

### Koorwerken
- Salamis, voor mannenkoor en orkest opus 10
- Nibelungen Wiederfahrt, opus 73
- Nornen Wiegenlied, opus 65
- Agrippina, opus 77